# Isotoma communa
Isotoma communa är en urinsektsart som beskrevs av Macgillivray 1896. Isotoma communa ingår i släktet Isotoma och familjen Isotomidae. Inga underarter finns listade i Catalogue of Life.